# Pablo Niño
Juan Pablo Niño Castellanos noto come Pablo Niño (Rota, 15 maggio 1978) è un ex calciatore spagnolo, di ruolo centrocampista.

## Carriera
Ha giocato 30 partite in Eredivisie col Roosendaal e 6 in Primera División con il Betis con cui ha anche vinto la Coppa del Re 2004-2005 (2 presenze).

## Palmarès

### Club

#### Competizioni nazionali
- Coppa di Spagna: 1

Betis: 2004-2005